# Hannes Rosenow

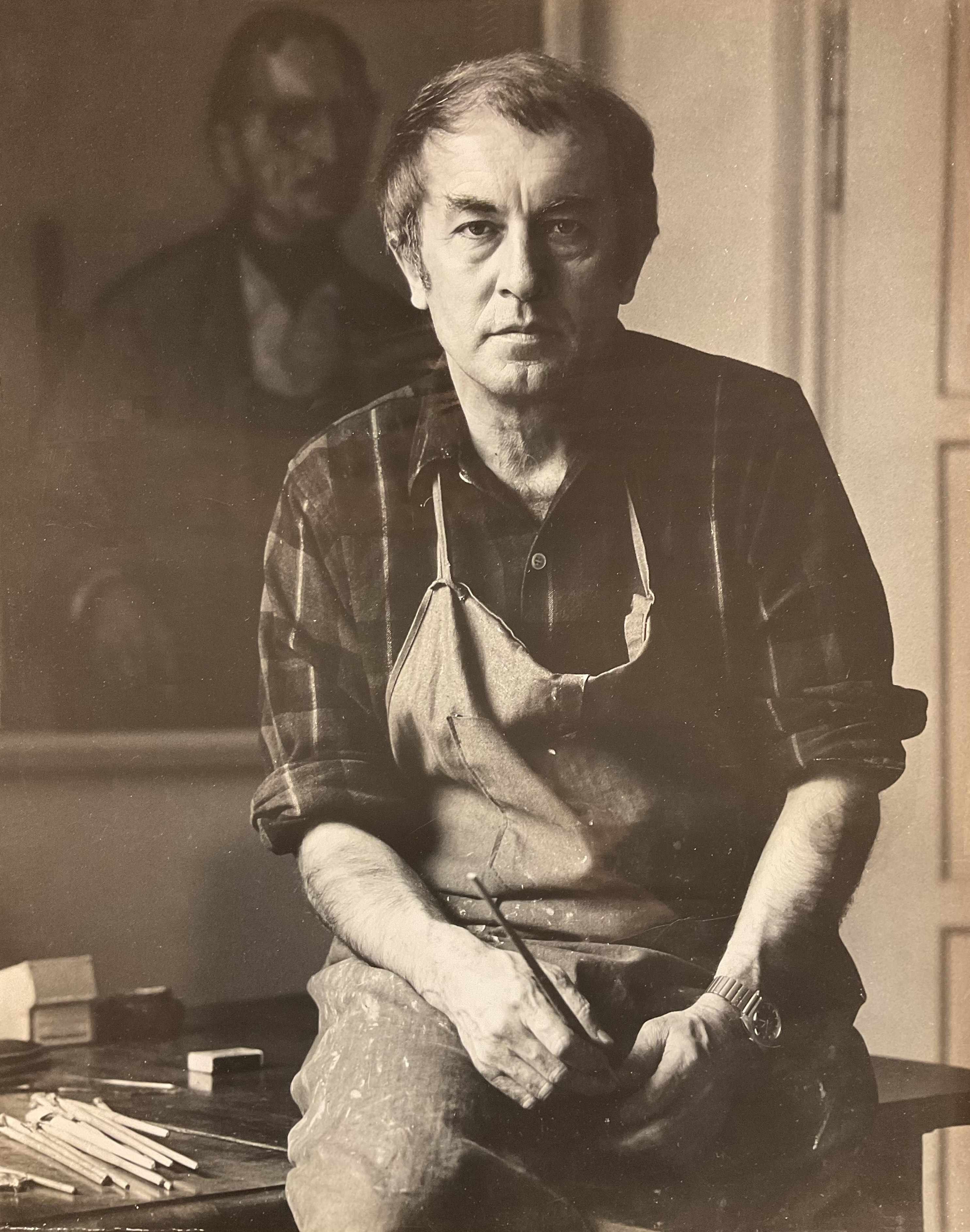
Hannes Rosenow in seinem Atelier, um 1977

Hannes Rosenow (* 5. Mai 1925 in Ratibor, Oberschlesien; † 28. Juli 2000 in München) war ein deutscher Maler.

## Leben
Hannes Rosenow wurde am 5. Mai 1925 in Ratibor, Oberschlesien (heute Racibórz, Polen) geboren. Nach dem Abitur 1943 zum Militärdienst eingezogen und 1946 aus der Kriegsgefangenschaft entlassen, studierte er an der Kunstakademie Düsseldorf bei Ewald Mataré sowie bei Eugène Narbonne an der École des Beaux-Arts in Paris. Aus der 1948 mit Gisela Thiele (1924–2016) geschlossenen Ehe gingen die Kinder Katharina (* 1953) und Felix (* 1959) hervor. Von 1948 bis 1952 arbeitete Hannes Rosenow in Tübingen, Paris und Südfrankreich; von 1952 an lebte er als freischaffender Maler in München-Schwabing. Studienreisen führten ihn durch Venetien und die Toskana, nach Jugoslawien und Griechenland, Portraitaufträge in die Vereinigten Staaten. In München zählte er neben Albert Heinzinger, Alfred Leithäuser, Ernst Oberle, Walter Rose, Ludwig Scharl und Emil Scheibe zur Gruppe Neuer Realismus. Hannes Rosenow war Mitglied und 1987–1990 Präsident der Neuen Münchner Künstlergenossenschaft und gehörte dem Seerosenkreis an.
Porträts, Stillleben und südliche Landschaften waren seine bevorzugten Genres. „Klar und herb stehen die Motive in der Fläche, ihre Anmut ist nicht Lieblichkeit, sondern Ausgewogenheit zwischen Ruhe und Spannung. Das Dekorative ist hier untergeordneter als Farbklang oder graphischer Umriss. ... Seine Landschaften sind faszinierende Bildnisse eines Naturausschnittes; keine Zufalls-Ansichten, sondern geordnete, ins Typische und Allgemeingültige gehobene Einsichten und Deutungen.“
Von 1952 bis 1994 war Hannes Rosenow fast jährlich mit eigenen Werken in der Großen Kunstausstellung im Haus der Kunst München vertreten; von 1994 bis 1998 war er Mitglied der Ausstellungsleitung. 1972 erhielt er den Seerosenpreis für Bildende Kunst der Stadt München. Ankäufe seiner Werke erfolgten durch die Stadt München und den Freistaat Bayern, vor allem aber durch Privatsammler in Deutschland, Belgien, Frankreich, Italien, der Schweiz, England und den USA.

## Ausstellungen
- 1956: Pavillon des Alten Botanischen Gartens, München (zusammen mit Martin Ludwig Rampfl)
- 1956: Ausstellung der Münchner Künstlergenossenschaft
- 1959: Pavillon des Alten Botanischen Gartens, München
- 1961: Neuer Realismus. Pavillon des Alten Botanischen Gartens, München
- 1965: Pavillon des Alten Botanischen Gartens, München (zusammen mit Hans Waiblinger)
- 1971: Haus Olivetti, Kopenhagen
- 1977: Ausstellung der Neuen Münchener Künstlergenossenschaft, Haus der Kunst, München
- 1978: Künstler aus Oberschlesien. Kulturzentrum Gürzenich, Köln
- 1978: Haus des Deutschen Ostens (heute: Gerhart-Hauptmann-Haus), Düsseldorf
- 1980: Kunstausstellung Juroren 1960–1979, Kunst- und Gewerbeverein Regensburg
- 1953 bis 1994 (jährlich, außer 1958, 1992, 1993): Große Kunstausstellung im Haus der Kunst, München